# 大頭照

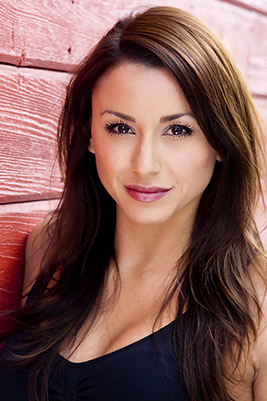
一名女子的大頭照

大头照是肖像的一种，通常為數字化照片，此類照片基本以人頭為重點。大頭照通常用于社交媒体以及一些在线约会網站的用戶資料以及演員、模特和作家的宣传，或是用在證件上。